# Diecezja Qichun
Diecezja Qichun, diecezja Qizhou (łac. Dioecesis Chiceuvensis, chiń. 天主教蕲州教区) – rzymskokatolicka diecezja ze stolicą w Qichun, w prefekturze miejskiej Huanggang, w prowincji Hubei, w Chińskiej Republice Ludowej. Biskupstwo jest sufraganią archidiecezji Hankou.

## Historia
18 lipca 1929 papież Pius XI brewe Tum ex Delegato erygował misję sui iuris Huangzhou. Dotychczas wierni z tych terenów należeli do wikariatu apostolskiego Hankou (obecnie archidiecezja Hankou). 1 czerwca 1932 podniesiono ją do rangi prefektury apostolskiej, a 27 stycznia 1936 do rangi wikariatu apostolskiego, jednocześnie przenosząc jego stolicę do Qichun.
W wyniku reorganizacji chińskich struktur kościelnych dokonanych przez Piusa XII 11 kwietnia 1946 wikariat apostolski Qichun został podniesiony do rangi diecezji.
Z 1950 pochodzą ostatnie pełne, oficjalne kościelne statystyki. Diecezja Qichun liczyła wtedy 15 946 wiernych (0,4% społeczeństwa).
Od zwycięstwa komunistów w chińskiej wojnie domowej w 1949 diecezja, podobnie jak cały prześladowany Kościół katolicki w Chinach, nie może normalnie działać. Bp Orazio Ferruccio Ceól OFM został aresztowany przez komunistów. W więzieniu był torturowany. Komunistyczny sąd skazał go na śmierć, jednak ostatecznie wygnano go z kraju i pod koniec 1952 przekroczył granicę z Hongkongiem. Później pracował wśród chińskich emigrantów w Peru.
Patriotyczne Stowarzyszenie Katolików Chińskich nigdy nie mianowało swojego ordynariusza w Qichunie, a samą diecezję zlikwidowało i przyłączyło do diecezji Puqi. Odbyło się to bez zgody papieża, więc decyzja ta jest nieważna z punktu widzenia prawa kanonicznego.
Brak informacji o jakimkolwiek biskupie z Kościoła podziemnego.

## Ordynariusze
obaj hierarchowie byli Włochami
- Ruggero Raffaele Cazzanelli OFM (1930 – 1941)
- Orazio Ferruccio Ceól OFM (1948 – 1983) aresztowany w 1951 i wydalony z kraju w 1952, nie miał po tym czasie realnej władzy w diecezji
- sede vacante (być może urząd sprawował biskup(i) Kościoła podziemnego) (1983 – nadal)